# Nápolyi ostya

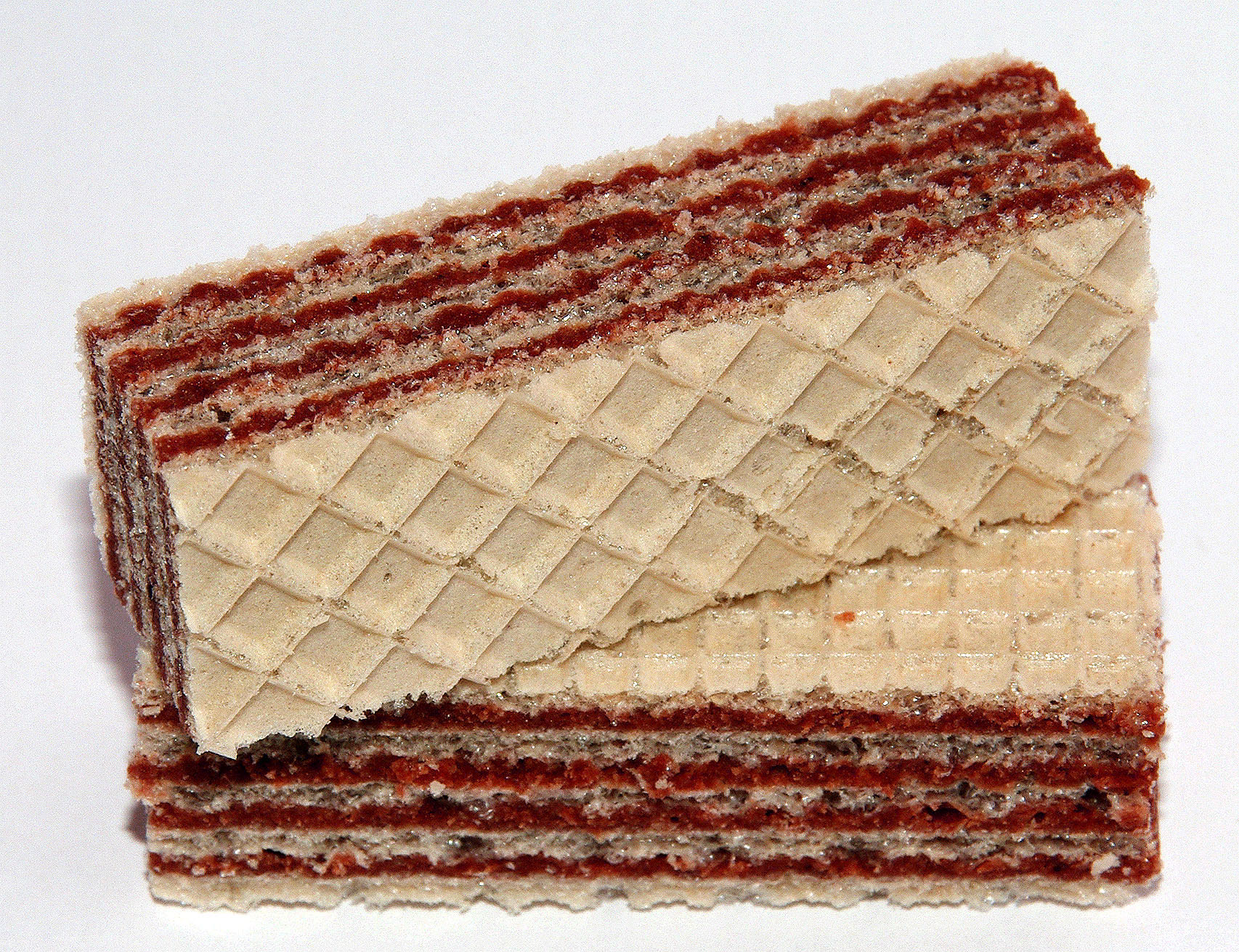
Nápolyi ostya

A nápolyi ostya, nápolyi szelet, töltött ostya vagy röviden nápolyi egymásra rétegezett ostyából és mogyorókrémből készülő édességféle. Elsőként az 1890-ben alapított, és ma is létező ausztriai Manner édesipari vállalkozás állította elő 1898-ban, „293. sz. nápolyi ostya” néven, mivel a krém alapanyagát képező mogyorót Nápoly vidékéről szerezték be. A Manner nápolyi ostyákat mindmáig ugyanazon recept szerint készítik és 49×17×17 mm-es szeletekben, tízesével csomagolva árusítják, azonban azóta számos más vállalkozás is készít hasonló termékeket, gyakran csokoládéval bevonva.
Az idők során elnevezése egyszerűen nápolyira rövidült, és az egyes gyárak már más ízű krémekkel töltve is készítik ezt az édességet.